# Bâtiment de la Manufacture Impériale de Porcelaine
Le bâtiment de la Manufacture Impériale de Porcelaine est un monument architectural situé à Saint-Pétersbourg.

## Histoire
En 1744, la Manufacture Impériale de Porcelaine est fondée à proximité du gisement d'argile. Les gisements locaux n'étaient pas adaptés à la production, les matières premières devaient être livrées de loin ; en 1765 la manufacture est transformée en usine, en même temps que les premiers bâtiments en pierre sont construits sur le site de production. Dans les années 1780, les bâtiments étaient délabrés et sous la direction d'Alexandre Viazemsky, les anciens bâtiments sont reconstruits et de nouveaux sont bâtis.
Le bâtiment principal de deux étages (un étage sur un sous-sol élevé) a été construit au début des années 1780. À l’intérieur, il était divisé en deux moitiés par un mur longitudinal ; du côté du quai, il y avait un bureau, une chambre pittoresque, un laboratoire et un magasin ; les forges étaient situées dans une extension d'un étage ; Le deuxième bâtiment, dans la continuité du premier et situé sous le même toit, a commencé à exister en 1786. À l'époque soviétique, les deux bâtiments étaient construits sur un seul étage, préservant ainsi le rythme et le style.

## Description
Les deux bâtiments voisins, perçus comme un seul, présentent une longue façade. La partie centrale présente une entrée cintrée soulignée par un fronton.
En 2011, le bâtiment, qui abritait l'atelier de fonderie et de moulage et l'atelier de peinture sous glaçure, ainsi que des installations de stockage, a été restauré.

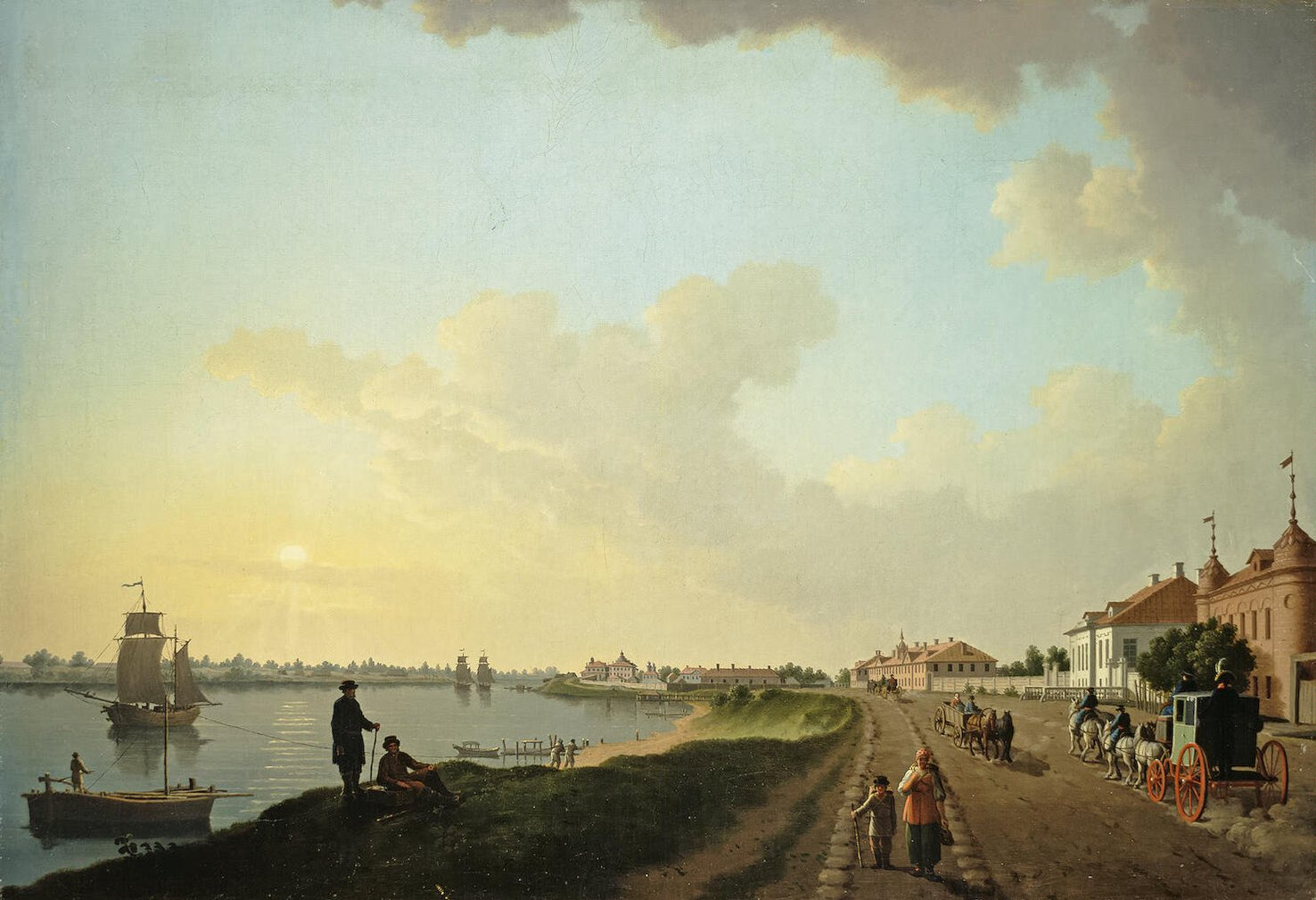
Le bâtiment (à peu près au centre) dans le tableau « Vue de la périphérie de Saint-Pétersbourg à l'usine de porcelaine » de Benjamin Paterson

Les bâtiments de façade du bâtiment principal (avenue Obukhovskaya Oborona) sont reconnus comme monuments architecturaux ; dans le bloc derrière eux se trouvent d'autres bâtiments industriels, la « Ville de la Porcelaine » - initialement les bâtiments des laboratoires, des forges, des services, des entrepôts et des réserves, des fours, une infirmerie, une école et des maisons pour les ouvriers y ont été construits. Ici se trouvait également l'église de la Transfiguration, détruite en 1933.

## Article lié
- Manufacture Impériale de Porcelaine